# 同志社ウォーリアーズ
同志社ウォーリアーズは、JPFF（日本プライベートフットボール協会）に所属する、アメリカンフットボールサークル。1982年に創部。チーム名はプロレスのタッグチーム「ロード・ウォリアーズ」にちなんでつけられた。同志社と冠するが他大学のプレーヤーも存在する。略称はDW。

## 歴史
1982年に練習中に発生した部員の死亡事故対応への不満等から同志社大体育会アメリカンフットボール部を退部した部員が、アメフトの継続先を求めて自ら同好会チームを新設した。JPFFに正式加盟した1984年は2勝3敗の3位。
翌年は3勝2敗、翌々年は2勝3敗と、勝ち越しと負け越しを交互に繰り返していたが、1989年4勝1敗と2位になり、部員数の増加もありここから黄金期が続く。
1992年には負け越すが、翌1993年は6勝1敗1分の2位。
1994年10月2日、毎年定期戦が行われている対同志社大学ワイルドローバー戦に、1、2回生が相手だったとはいえ、26-0で勝利。しかもこの年、優勝確実と言われたリンゴスターズ（かつてJPFFに存在したチーム、現存しない）と対戦し、28-13で最終戦を勝利で飾り、リンゴスターズの2連覇を阻止した。
1993年から毎年のように（96年を除く）KGL（京都グラスリーグ）個人賞を受賞するが、優勝とまではいかず、1998年に4勝1敗と2位になって以降、順位の低迷が続き、2001年には1勝もあげることができぬままシーズンを終え、個人賞を受賞することもできなかった。人数の減少も響き、現在まで低迷が続いている。
2007年度春のオープントーナメントにおいて京都学生連合（KGLに所属する他の学生チームとの混合チーム）として決勝まで進出し、リバーサイドジョーカーズ (KGL) と対戦するも敗退するも準優勝を果たす。